# Humidex
Humidex – wskaźnik wprowadzony do nauki przez kanadyjskich meteorologów. Opisuje on odczuwanie upałów przez przeciętnego człowieka poprzez wpływ kombinacji dwóch podstawowych czynników jakimi są temperatura i wilgotność. Jest on bardziej precyzyjny niż sama temperatura, ponieważ kiedy rośnie wilgotność powietrza, rośnie również wrażliwość ludzkiego organizmu na temperaturę. Przy większej wilgotności człowiek gorzej znosi upały. Kiedy temperatura wynosi  30 °C a wyliczony wskaźnik humidex wynosi 40, to oznacza, że wilgotne powietrze jest odczuwalne w przybliżeniu jak przy suchym powietrzu przy temperaturze 40 °C. Wskaźnik humidex jest podawany latem podczas prognoz pogody, szczególnie w Kanadzie skąd się wywodzi, by ostrzegać ludność przed upałami.